# Ayía Paraskeví (ort i Grekland, Västra Grekland)
Ayía Paraskeví (Agia Paraskevi) är en ort i Grekland.   Den ligger i prefekturen Nomós Aitolías kai Akarnanías och regionen Västra Grekland, i den centrala delen av landet, 210 km väster om huvudstaden Aten. Ayía Paraskeví ligger 728 meter över havet och antalet invånare är 212.
Terrängen runt Ayía Paraskeví är bergig åt sydost, men åt nordväst är den kuperad. Runt Ayía Paraskeví är det ganska glesbefolkat, med 31 invånare per kvadratkilometer. Närmaste större samhälle är Agrínio, 12,8 km sydväst om Ayía Paraskeví. I omgivningarna runt Ayía Paraskeví växer i huvudsak blandskog.